# De fyras gäng

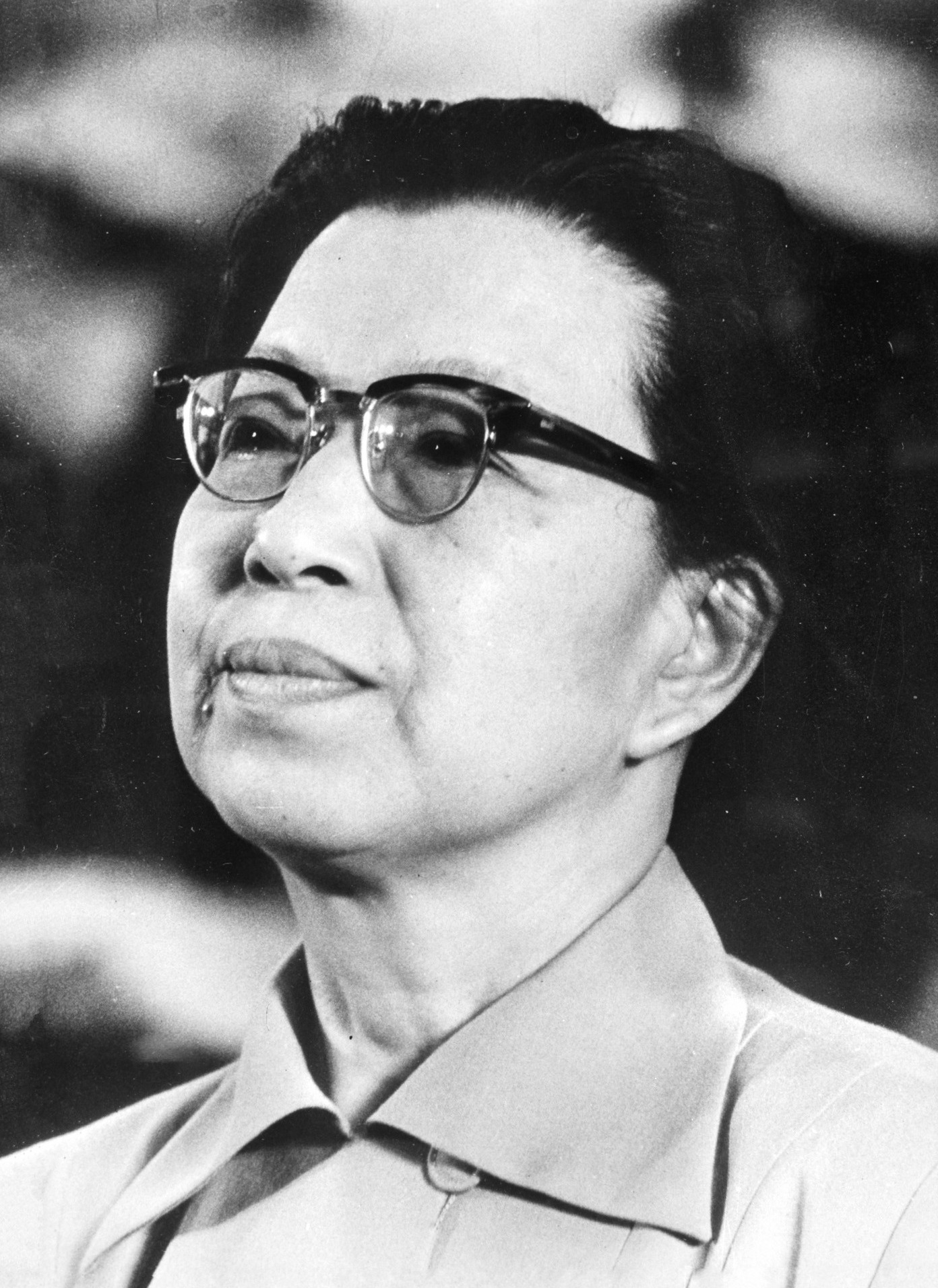
Jiang Qing på foto från 16 oktober 1976 (veckan efter att hon arresterats).

De fyras gäng (四人帮, pinyin: sì rén bāng) är en nedsättande benämning på en grupp av ledare inom Kinas kommunistiska parti, vilka hade ledande befattningar under "Den stora proletära kulturrevolutionen" i Kina åren 1966–1976. Gruppen bestod av Jiang Qing, Zhang Chunqiao, Yao Wenyuan och Wang Hongwen, och de framträdde som en tydlig gruppering i den radikala vänstern efter kommunistpartiets tionde kongress 1973. Efter Mao Zedongs död avsattes de från sina poster, greps och blev föremål för en rättegång. De dömdes 1981 till vad som senare omvandlades till livstids fängelse, för sin roll i kaoset under och efter kulturrevolutionen.

## Historik

### Kulturrevolutionen
Kulturrevolutionen inleddes år 1966 av Mao Zedong, av två skäl. Den var dels som ett sätt att revitalisera den revolutionära andan hos Kinas folk, i enlighet med den centrala maoistiska tanken om ständig revolution, det vill säga en ständig väpnad kamp mot borgerliga element tills det att ett tillstånd av sann kommunism uppnåtts. Det andra skälet var att Maos ställning inom kommunistpartiet var allvarligt försvagad, dels på grund av hans misslyckade ekonomiska politik, kallad Det stora språnget, och dels på grund av att han brutit förbindelserna med Sovjetunionens kommunistiska parti år 1960. Genom att utmåla mindre radikala grupper inom KKP som "klassfiender" och "revolutionens fiender", kunde dessa grupper manövreras ut - hit hörde bland andra Deng Xiaoping och Liu Shaoqi. 

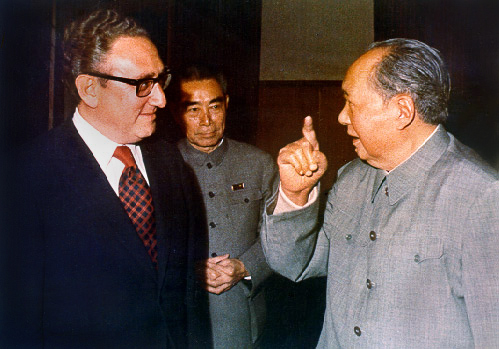
Mao Zedong, här med USA:s utrikesminister Henry Kissinger och Kinas utrikesminister Zhou Enlai (fotografi från tidigt 1970-tal).

Det var alltså Mao som utropade kulturrevolutionen, och ända fram till sin död 1976 nominellt sett var Kinas ledare. Maos svaga hälsa och tilltagande senilitet ledde dock till ett maktvakuum, vilket fylldes av Maos fjärde fru Jiang Qing samt en mycket radikal politisk gruppering runt henne. De politiska beslut gruppen fattade syftade till att omdana den flertusenåriga kinesiska kulturen i enlighet med Maos ideologi, maoismen. De fattade radikala beslut, vilket bland annat innebar förstörandet av flertusenåriga kulturskatter, historiska monument, brännande av stora mängder litterära verk, fördömande, förföljelse, fängslande och avrättande av författare, konstnärer, akademiker och intellektuella. Skolor, universitet och sjukhus stängdes för att rensa ut "gammalt tänkande", och Kinas ekonomi förföll. 

### Kulturrevolutionens slut
Efter Maos död 9 september 1976 greps hans änka Jiang Qing och hennes tre medarbetare Zhang Chunqiao, Yao Wenyuan och Wang Hongwen den 6 oktober, på order av mindre radikala delar av partiet under ledning av den nye premiärministern Hua Guofeng. De fyra avsattes samtidigt från sina ledande maktpositioner inom KKP. Detta markerade slutet på kulturrevolutionen och även mycket av den maoistiska politiken i Kina. Mao själv bar utan tvekan ansvar för mycket av det som hände under kulturrevolutionen; det debatteras dock hur pass stort hans inflytande verkligen var. Maos roll som den som drev ut det kinesiska Nationalistpartiet (Guomindang), och även de japanska och västerländska kolonisatörerna, under det kinesiska inbördeskriget 1928-1949, samt grundade den nya Folkrepubliken Kina 1949, brukar dock ofta överskugga de politiska och ekonomiska misstag han senare gjort sig skyldig till. 
För de nya ledarna, först Hua Guofeng och sedan Deng Xiaoping, var arresteringarna av Maos änka och hennes tre medarbetare, ett sätt att stoppa inflytelserika vänsterradikala politiska motståndare inom KKP. De fyra gripna kom att benämnas "De fyras gäng", och anklagades för att vara skyldiga för det politiska och ekonomiska kaos som rådde under kulturrevolutionen. Genom att rikta anklagelserna endast mot dessa individer, lyckades man också undvika att kritik riktades mot Mao Zedong själv; att rikta kritik mot den nyss avlidne Mao personligen hade kunnat alienera inflytelserika krafter inom kommunistpartiet. 

### Rättegång och dom
I rättegången mot De fyras gäng inleddes i Folkets högsta domstol 1980 och avslutades 1981. Då dömdes alla fyra till långa straff eller dödsstraff vilka senare omvandlades till livstids fängelse. Rättegången fick stor uppmärksamhet då den sändes i TV.